# Barnuta
Barnuta (ur. przed 1193 r., zm. po 1235 r.) – książę rugijski w latach 1218–1221.

## Życiorys
Barnuta był synem Jaromara I. Po raz pierwszy wzmiankowany w 1193 r. Ok. 1200 r. otrzymał jako lenno tereny między rzeką Ryck i cieśniną Strelasund, szczególnie ziemię Gristow i wyspę Koos. Zbudował na tym obszarze grody Niederhof i Stahlbrode, które zabezpieczały jego posiadłości przed książętami Pomorza Zachodniego. Po śmierci ojca został władcą Rugii. Już w 1221 r. przekazał władzę bratu Wisławowi I. Aż do 1236 r. był świadkiem na dokumentach.
Jego siedzibą był najprawdopodobniej gród Gardist lub Garchen położony w pobliżu Kirchdorf koło Grimmen. Był żonaty ze Sławonicą córką Sławomira z rodu dymińskich Cieszymirowiców, którzy zapewne wywodzili się z rodu choćkowskiego księcia plemiennego Misława. Barnuta zapoczątkował ród panów von Gristow (niem. Herren von Gristow).

## Literatura
- Gunnar Möller:Geschichte und Besiedlung der Terra Gristow vom 7. bis 14. Jahrhundert. In: Beiträge zur Geschichte Vorpommerns: die Demminer Kolloquien 1985–1994. Thomas Helms Verlag, Schwerin 1997, ISBN 3-931185-11-7.
- Edward Rymar: Rodowód książąt pomorskich, t. 1, Szczecin 1995, s. 286.